# Paeonia 'Coral Sunset'
Paeonia 'Coral Sunset' — сорт травянистых пионов раннего срока цветения. 
Используется, как декоративное садовое растение.
Селекционер Samuel Wissing работал более 26 лет, чтобы получить этот сорт.

## Биологическое описание
Многолетнее травянистое растение.
Триплоид.
Куст вертикальный, побеги прочные. Высота растения около 80—120 см. На цветоносах развивается по 1 цветку.
Цветки полумахровые, чашевидные, кораллово-розовые, с жёлтыми пыльниками. Со временем цветки выгорают до кремово-жёлтых. Выражение «коралловая окраска» не указывает на строго определенный оттенок, как и «вишневая» или «малиновая».  «Коралловый»  – это смесь ярко-розового и  светло-оранжевого тонов в той или иной пропорции.
Аромат приятный.
Раннего и среднего срока цветения. 'Coral Sunset' близок к 'Coral Charm', но с более яркой окраской и чуть ниже по высоте, имеет аромат и расцветает на 5—7 дней раньше..

## В культуре
Зимостойкий сорт. Зоны зимостойкости: 2—8. Переносит зимние понижения температуры до −40°С.
Размножается делением корневища. В настоящее время — один из самых распространённых и недорогих сортов, так как выращивается на огромных площадях под срезку.
Условия культивирования см: Пион молочноцветковый.